# 사무량심
사무량심(四無量心)은 중생에게 즐거움을 주고 괴로움과 미혹을 없애주기 위해 보살이 가지는 자·비·희·사의 4가지 무량심을 의미하는 불교교리이다.
모든 중생에게 즐거움을 주고 괴로움과 미혹을 없애주는 자(慈)·비(悲)·희(喜)·사(捨)의 사 가지 무량심을 의미한다.
자무량심(慈無量心)은 모든 중생에게 즐거움을 베풀어 주는 마음가짐이며, 비무량심(悲無量心)은 중생을 불쌍히 여기는 마음으로 고통의 세계로부터 구해내어 깨달음의 해탈락(解脫樂)을 주려는 마음가짐이다. 희무량심(喜無量心)은 중생으로 하여금 고통을 버리고 낙을 얻어 희열하게 하려는 마음가짐이며, 사무량심(捨無量心)은 탐욕이 없음을 근본으로 하여 모든 중생을 평등하게 보고 미움과 가까움에 대한 구별을 두지 않는 마음가짐이다.
처음에는 친한 사람에 대하여 이 마음을 일으키고 점차로 반경을 넓혀서 미운 사람들과 아무런 관계가 없는 사람들에게도 평등하게 이 마음을 일으키도록 되어 있다. 사무량심은 대승불교권에 속하는 우리나라에서 매우 중요하게 강조되었던 교설로서, 고승들의 가르침뿐만 아니라 자비를 상징하는 십일면관음의 조상(彫像)에도 그대로 반영되었다. 곧 십일면관음의 11가지 모습 가운데 불면(佛面)을 제외한 10가지 모습은 이 4무량심을 상징적으로 나타낸 것이다.자무량심은 3면으로 표현된다.
그 까닭은 자무량심이 고통만 있고 즐거움이 없는 중생으로 하여금 그 괴로움을 떠나 즐거움을 얻도록 하려는 것이고, 다행히 복은 있지만 지혜가 없는 중생으로 하여금 복과 아울러 지혜를 다 갖추도록 하려는 것이며, 지혜는 있지만 통달하지 못한 중생으로 하여금 지혜와 아울러 신통력까지도 다 갖추게 하려는 것이기 때문이다. 비무량심 또한 3면으로 표현된다.
그 까닭은 비무량심이 고통스러운 과보에서 떠나려고 하지만 오히려 욕심 때문에 고통을 낳는 행위에 빠져 있는 자를 구하기 위하여, 즐거움의 과보를 얻고자 하면서도 즐거움이 있게 하는 착한 원인을 만들 줄 모르는 자를 구하기 위하여, 적정(寂靜)한 이치를 구하려 하지만 오히려 산란한 경계에 집착하고 있는 자를 구하기 위한 것이기 때문이다.희무량심 또한 3면으로 표현된다. 
그 까닭은 희무량심이 중생을 제도하고 정업(淨業)을 쌓기를 바라는 이가 몸으로 입으로 마음으로 각각 올바른 행위와 말과 생각을 하는 것을 찬양하기 위한 것이다.
마지막의 사무량심은 1면으로 표현된다. 착한 이, 악한 이, 선악이 뒤섞여 있는 중생들에게 어떠한 집착도 없이 제도하는 것을 상징하는 것이다. 이와 같은 네 가지 무량심을 철저하게 실천하면 부처의 경지에 도달할 수 있다고 하며, 대승불교를 믿는 불제자는 이 마음을 먼저 길러야 함이 강조되고 있다.

## 같이 보기
- 비 (불교)
- 자 (불교)